# Thunderbolt (Six Flags New England)
Thunderbolt (eerder Cyclone) is een houten achtbaan in het Amerikaanse attractiepark Six Flags New England te Springfield. De Thunderbolt is sinds 2016 de oudste achtbaan van Six Flags New England. Tevens is het de oudste nog operationele achtbaan van de gehele Six Flagsattractieparkenketen. 

## Geschiedenis
De bouwontwerpen voor Thunderbolt werden aangekocht in 1939 tijdens de New York World's Fair. De achtbaan opende in 1941 onder de naam Cyclone. Vanaf 1942 wordt de huidige naam Thunderbolt gebruikt.

## Award
Thunderbolt werd op 2 augustus 2008 onderscheiden met een ACE Landmark Award.